# Division 2 1998/99
Die Division 2 1998/99 war die 60. Austragung der zweithöchsten französischen Fußballliga. Es handelte sich dabei um eine Liga ausschließlich mit Profimannschaften.
Gespielt wurde vom 8. August 1998 bis zum 29. Mai 1999. Zweitligameister wurde AS Saint-Étienne.

## Vereine
Teilnahmeberechtigt waren die 15 Vereine, die nach der vorangegangenen Spielzeit weder in die erste Division auf- noch in die dritte Liga (National) oder tiefer abgestiegen waren; dazu kamen drei Erstligaabsteiger und zwei Aufsteiger aus der National.
Somit spielten in dieser Saison folgende 20 Mannschaften um die Meisterschaft der Division 2:
- vier aus dem Norden (OSC Lille, ES Wasquehal, AS Beauvais, SC Amiens)
- drei aus dem Großraum Paris und der Champagne-Ardenne (AS Red Star, Association Troyes AC, Aufsteiger CS Sedan)
- vier aus dem Nordwesten (SM Caen, Stade Laval, Le Mans UC, Absteiger EA Guingamp)
- drei aus dem Zentrum (Chamois Niort, Absteiger LB Châteauroux, FC Gueugnon)
- fünf aus dem Südosten (AS Saint-Étienne, die wieder ihren früheren Namen angenommen habende ASOA Valence, Olympique Nîmes, Absteiger AS Cannes, OGC Nizza)
- eine aus Korsika (Aufsteiger AC Ajaccio)

Direkt aufstiegsberechtigt waren diesmal wieder die drei erstplatzierten Klubs. Die drei schlechtestplatzierten Teilnehmer hätten normalerweise absteigen müssen und durch ebenso viele Drittligaaufsteiger ersetzt werden sollen.

## Saisonverlauf
Jede Mannschaft trug gegen jeden Gruppengegner ein Hin- und ein Rückspiel aus, einmal vor eigenem Publikum und einmal auswärts. Es galt die Drei-Punkte-Regel; bei Punktgleichheit gab die Tordifferenz den Ausschlag für die Platzierung.
Nach drei Jahren in der Division 2 schaffte Frankreichs Rekordmeister AS Saint-Étienne die Rückkehr in die höchste Spielklasse. Begleitet wurden die „Grünen“ dabei von dem Überraschungsteam aus Sedan, dem der direkte „Durchmarsch“ aus der dritten in die erste Liga – und nebenbei in dieser Saison auch noch das Vordringen bis ins Endspiel des Landespokals – gelang, und von Troyes, das sich allerdings nur dank seines besseren Torverhältnisses gegenüber Lille durchsetzte. Hingegen konnten sich die drei Erstligaabsteiger lediglich im Tabellenmittelfeld platzieren.
Am Tabellenende musste Red Star aus Saint-Ouen den professionellen Bereich wieder einmal verlassen. Sportlich hätte auch Valence als Tabellen-18. den Weg in die dritte Division gehen müssen; aber die „Armenier“ blieben letztlich vom Abstieg verschont, weil der eigentlich aufstiegsberechtigte Drittligist Gazélec FC Ajaccio keine Profilizenz erhielt. Bei dieser Verweigerung stützte der Fußballverband sich auf die Regel, wonach Städte mit weniger als 100.000 Einwohnern keine zwei Profiklubs haben durften.
In den 380 Begegnungen wurden 865 Treffer erzielt; das entspricht einem Mittelwert von 2,3 Toren je Spiel. Erfolgreichster Torschütze und damit Gewinner der Liga-Torjägerkrone war Hamed Diallo von Stade Laval mit 20 Treffern.
Zur folgenden Spielzeit kamen drei Absteiger aus der Division 1 (FC Lorient, FC Sochaux und FC Toulouse) hinzu; aus der dritthöchsten Liga stiegen zwei Mannschaften auf, und zwar CS Louhans-Cuiseaux und US Créteil.

## Abschlusstabelle
| Pl. | Verein                | Sp. | S  | U  | N  | Tore    | Diff. | Punkte |
| --- | --------------------- | --- | -- | -- | -- | ------- | ----- | ------ |
| 1.  | AS Saint-Étienne      | 38  | 18 | 14 | 6  | 056:380 | +18   | 68     |
| 2.  | CS Sedan (N)          | 38  | 18 | 12 | 8  | 059:310 | +28   | 66     |
| 3.  | Association Troyes AC | 38  | 17 | 13 | 8  | 048:310 | +17   | 64     |
| 4.  | OSC Lille             | 38  | 19 | 7  | 12 | 045:350 | +10   | 64     |
| 5.  | SM Caen               | 38  | 16 | 11 | 11 | 047:390 | +8    | 59     |
| 6.  | FC Gueugnon           | 38  | 14 | 15 | 9  | 044:390 | +5    | 57     |
| 7.  | EA Guingamp (A)       | 38  | 14 | 11 | 13 | 036:380 | −2    | 53     |
| 8.  | LB Châteauroux (A)    | 38  | 12 | 15 | 11 | 038:380 | ±0    | 51     |
| 9.  | AC Ajaccio (N)        | 38  | 13 | 12 | 13 | 049:560 | −7    | 51     |
| 10. | Stade Laval           | 38  | 12 | 14 | 12 | 037:350 | +2    | 50     |
| 11. | Chamois Niort         | 38  | 11 | 15 | 12 | 041:400 | +1    | 48     |
| 12. | AS Cannes (A)         | 38  | 12 | 11 | 15 | 034:450 | −11   | 47     |
| 13. | Olympique Nîmes       | 38  | 11 | 13 | 14 | 049:460 | +3    | 46     |
| 14. | OGC Nizza             | 38  | 11 | 13 | 14 | 031:340 | −3    | 46     |
| 15. | ES Wasquehal          | 38  | 11 | 12 | 15 | 035:410 | −6    | 45     |
| 16. | SC Amiens             | 38  | 11 | 11 | 16 | 039:430 | −4    | 44     |
| 17. | Le Mans UC            | 38  | 9  | 15 | 14 | 041:410 | ±0    | 42     |
| 18. | ASOA Valence          | 38  | 10 | 10 | 18 | 041:560 | −15   | 40     |
| 19. | AS Red Star           | 38  | 9  | 12 | 17 | 052:720 | −20   | 39     |
| 20. | AS Beauvais           | 38  | 10 | 8  | 20 | 043:670 | −24   | 38     |

Platzierungskriterien: 1. Punkte – 2. Tordifferenz – 3. geschossene Tore

| (A) | Absteiger aus der Division 1 1997/98 |
| (N) | Neuaufsteiger                        |